# Терапевтичен толеранс
Терапевтичен толеранс се нарича способността на организма да се приспособява към въздействието на определни лекарства или да развива пътища за бързото им метаболизиране. Така тяхното лечебно въздействие намалява своята сила или продължителност, или и двете.
Възникването на терапевтичен толеранс изисква прилагането на все по-големи дози от използваните лекарства, което води до високи рискове за здравето на пациента, свързани със страничното действие на препаратите.
Терапевтичният толеранс по правило е проблем при лечението на хронично болните. За избягването му се прилагат следните мерки:
- правят се периодични прекъсвания в прилагането на лекарствта;
- последователно се прилагат различни лекарства, с подобно действие.